# Luis Rudloff Sangmeister
Luis Rudloff Sangmeister (Eisenach, Turingia, Alemania, 6 de diciembre de 1852 - Valdivia, Chile, 8 de junio de 1928) fue un abogado y político conservador alemán-chileno.

## Biografía
Hijo de Christian Rudloff Jentsch y Dorothee Sangmeister Martin, ambos emigrantes alemanes que llegaron con su hijo a Chile en 1875, a bordo del barco Luxor, que zarpó desde Hamburgo hasta Valparaíso, al mando del capitán G.D. Benoehr. Contrajo matrimonio con Gertrudis Schmidt, también de ascendencia alemana.

### Actividades profesionales
Estudió en Alemania y Estados Unidos. A su llegada a Chile, ingresó a estudiar Leyes en la Universidad de Chile, egresando como abogado (1881). No se dedicó a su profesión, sino a los negocios de su padre en Puerto Montt, Valparaíso y Valdivia.

### Actividades políticas
En Valparaíso conoció a grandes líderes, como Carlos Walker Martínez, que lo llevaron a la actividad política, ingresando al Partido Conservador, llegó a ser dirigente de la corriente social cristiana de Puerto Montt.  
Regidor de la Municipalidad de Valdivia (1891-1897) y alcalde de Valdivia (1897-1900). 
Durante su administración propició la inmigración y colonización alemana en varias zonas rurales de Valdivia. Fomentó importantes avances industriales, comerciales, educacionales y las artes, con un museo y una Escuela de Arte.
Inauguró la extensión del ferrocarril que uniría la ciudad con el resto del país (1899).